# Смовдь болотяна
{{#ifeq:0|0|{{#if:|{{#if:Peucedanumpalustre|[[]}}|}}}}
Смовдь болотяна або смовдь болотна (Peucedanum palustre) — вид трав'янистих рослин родини окружкові (Apiaceae), поширений у більшій частині Європи й у Сибіру.

## Опис
Багаторічна рослина 50–120 см заввишки. Стебло порожнисте, в сухому стані стискається, ребристо-борозенчасте. Прикореневі листки двічі-тричі перисті, частки їх глибоко перисто-роздільні; кінцеві часточки їх вузькі, загострені, на краях шорсткі. Листочки обгорток і обгорточок численні, з широкою біло-перетинчастою облямівкою, відігнуті вниз. Плоди широко еліптичні, ≈ 5 мм довжиною. Стебла розгалужені. Листки чередуються, черешкові; краї цілі. Суцвіття — складні зонтики, вторинних зонтиків 20–40. Квіти: віночок радіально симетричний, білий (-червонуватий), макс. ширина — 5 мм; пелюстків 5; чашолистки рудиментарні–відсутні; тичинок 5. Плоди — еліптичні, плоскоборонні, двошарові, товстокрилі, коричневі, довжиною 4–5 мм схизокарпи

## Поширення
Європа: Данія, Фінляндія, Норвегія, Швеція, Велика Британія, Австрія, Бельгія, Чехія, Німеччина, Угорщина, Ліхтенштейн, Нідерланди, Польща, Словаччина, Швейцарія, Білорусь, Естонія, Латвія, Литва, Росія, Україна, Болгарія, Хорватія, Італія, Румунія, Сербія, Словенія, Франція; Азія: Сибір.
В Україні зростає на болотистих луках, у чагарниках, вільшаниках — в Закарпатті, Карпатах, Поліссі та Лісостепу; в Степу рідко заходить по долинах великих річок. Входить до переліків видів, які перебувають під загрозою зникнення на територіях Дніпропетровської й Закарпатської областей.

## Практичне використання
З молодих розеткових листків на Кавказі готують свіжі салати.
Коріння використовували як замінник імбиру.

## Галерея

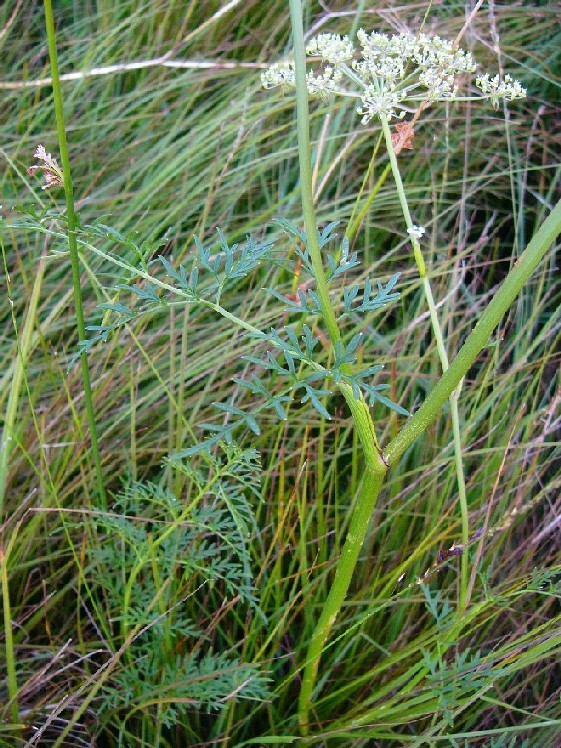
Загальний вигляд
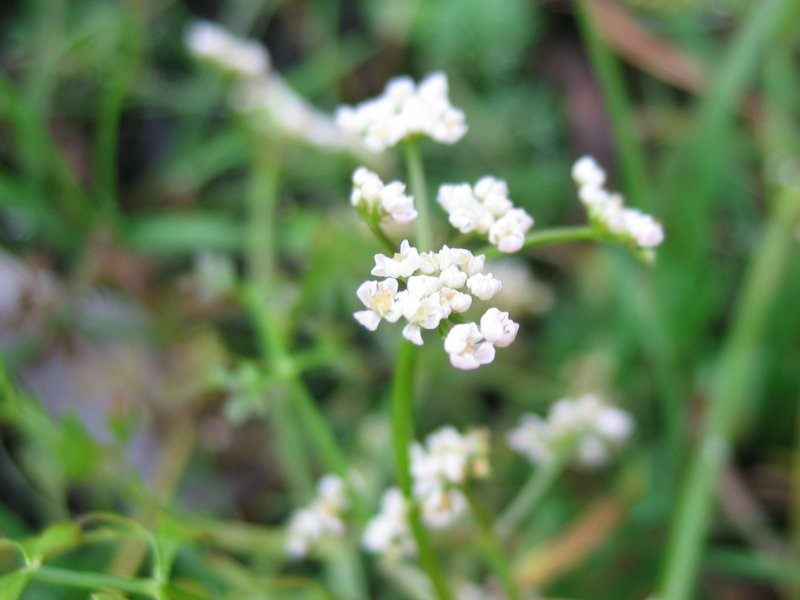
Квітка
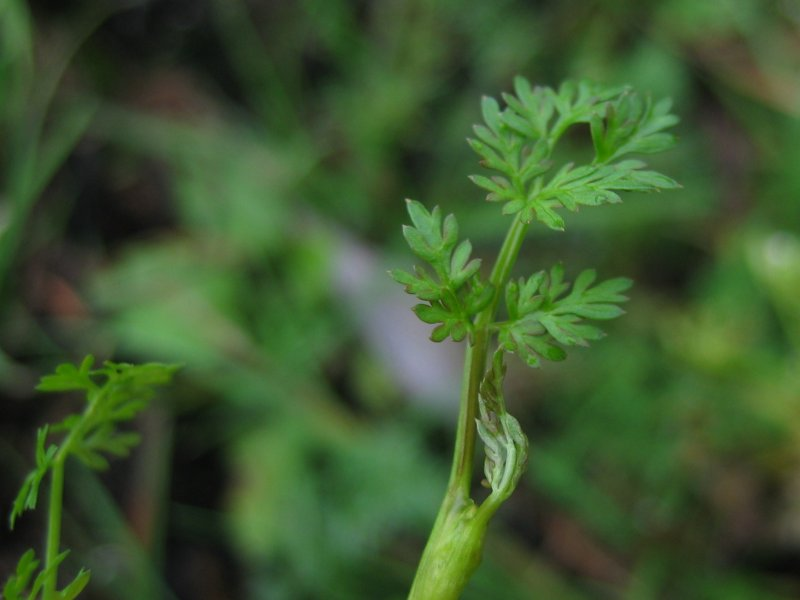
Листок